# 2000年照顧標準法令
《2000年照顧標準法令》（英語：Care Standards Act 2000，縮寫）是英國國會的一項法令，它規定了各種護理機構的管理，包括兒童之家、獨立醫院、護養院（nursing home）及安老院（residential care home）。
該法令於2002年4月頒布，取代了《1984年註冊院舍法令》（Registered Homes Act 1984）及《1989年兒童法令》（Children Act 1989）的部分內容，這些法令涉及兒童的照料或住宿。
該法例旨在改革與各種護理機構的檢查及監管有關的法律。

## 外部連結
- Highlights on updated version of the Care Standards Act

### 英國法例
- 《2000年照顧標準法令》的當今生效版本（包括所有修訂）（官方文本由英國成文法資料庫提供）